# Собаки-поліцейські: Кращі з кращих
«Собаки-поліцейські: Кращі з кращих» (англ. K9 Cops: Meet the Elite) — американський телесеріал про неймовірний взаємодії між собаками і людьми, їх навчальними, між якими зав'язується міцна дружба. Тільки так можна успішно справлятися зі злочинністю.